# Badminton bei den BRICS Games 2024
Bei den BRICS Games 2024 wurden im Jahr 2024 bei der ersten offiziellen Auflage der BRICS Games im Juni 2024 in Kasan fünf Badmintonwettbewerbe ausgetragen.

## Medaillengewinner
| Disziplin    | Gold                                | Silber                                | Bronze                                |
| ------------ | ----------------------------------- | ------------------------------------- | ------------------------------------- |
| Herreneinzel | Sergey Sirant                       | Artur Pechenkin                       | Welton Menezes                        |
| Herreneinzel | Sergey Sirant                       | Artur Pechenkin                       | Vladislav Dobychkin                   |
| Dameneinzel  | Evgeniya Kosetskaya                 | Mariia Golubeva                       | Sayane Regina Lima                    |
| Dameneinzel  | Evgeniya Kosetskaya                 | Mariia Golubeva                       | Sofiya Yanouskaya                     |
| Herrendoppel | Artur Pechenkin Gleb Stepakov       | Pavel Monich Sergey Sirant            | Hussam Aldin Rae Shadi Alasari        |
| Herrendoppel | Artur Pechenkin Gleb Stepakov       | Pavel Monich Sergey Sirant            | Mikhail Makarav Hleb Shvydkov         |
| Damendoppel  | Alina Davletova Evgeniya Kosetskaya | Daria Kharlampovich Galina Lisochkina | Maryna Yanbayeva Sofiya Yanouskaya    |
| Damendoppel  | Alina Davletova Evgeniya Kosetskaya | Daria Kharlampovich Galina Lisochkina | Sayane Regina Lima Julia Viana Vieira |
| Mixed        | Gleb Stepakov Alina Davletova       | Vladislav Dobychkin Mariia Golubeva   | Mikhail Makarav Sofiya Yanouskaya     |
| Mixed        | Gleb Stepakov Alina Davletova       | Vladislav Dobychkin Mariia Golubeva   | Pavel Monich Daria Kharlampovich      |

## Herreneinzel

### Gruppe 1
| Platz | Team             | Pld | W | L | MF | MA | MD | GF | GA | GD | PF | PA | PD  | Pts | Qualifikation |
| ----- | ---------------- | --- | - | - | -- | -- | -- | -- | -- | -- | -- | -- | --- | --- | ------------- |
| 1     | Sergey Sirant    | 2   | 2 | 0 | 0  | 0  | 0  | 4  | 0  | +4 | 84 | 30 | +54 | 2   | VF            |
| 2     | Mikhail Makarav  | 2   | 1 | 1 | 0  | 0  | 0  | 2  | 2  | 0  | 62 | 48 | +14 | 1   | Q             |
| 3     | Inamulhaq Sadiqi | 2   | 0 | 2 | 0  | 0  | 0  | 0  | 4  | −4 | 16 | 84 | −68 | 0   |               |

| Date     | Time  | player 1        | score | player 2         | Set 1 | Set 2 | Set 3 |
| -------- | ----- | --------------- | ----- | ---------------- | ----- | ----- | ----- |
| 13. Juni | 10:00 | Mikhail Makarav | 2–0   | Inamulhaq Sadiqi | 21–2  | 21–4  |       |
| 13. Juni | 11:00 | Sergey Sirant   | 2–0   | Mikhail Makarav  | 21–5  | 21–15 |       |
| 13. Juni | 12:30 | Sergey Sirant   | 2–0   | Inamulhaq Sadiqi | 21–7  | 21–3  |       |

### Gruppe 2
| Platz | Team                | Pld | W | L | MF | MA | MD | GF | GA | GD | PF | PA | PD  | Pts | Qualifikation |
| ----- | ------------------- | --- | - | - | -- | -- | -- | -- | -- | -- | -- | -- | --- | --- | ------------- |
| 1     | Artur Pechenkin     | 2   | 2 | 0 | 0  | 0  | 0  | 4  | 0  | +4 | 84 | 16 | +68 | 2   | VF            |
| 2     | Aboul Fatao Tapsoba | 2   | 1 | 1 | 0  | 0  | 0  | 2  | 2  | 0  | 50 | 57 | −7  | 1   | Q             |
| 3     | Massiré Savane      | 2   | 0 | 2 | 0  | 0  | 0  | 0  | 4  | −4 | 23 | 84 | −61 | 0   |               |

| Date     | Time  | player 1            | score | player 2            | Set 1 | Set 2 | Set 3 |
| -------- | ----- | ------------------- | ----- | ------------------- | ----- | ----- | ----- |
| 13. Juni | 10:00 | Aboul Fatao Tapsoba | 2–0   | Massiré Savane      | 21–8  | 21–7  |       |
| 13. Juni | 11:00 | Artur Pechenkin     | 2–0   | Aboul Fatao Tapsoba | 21–5  | 21–3  |       |
| 13. Juni | 12:30 | Artur Pechenkin     | 2–0   | Massiré Savane      | 21–4  | 21–4  |       |

### Gruppe 3
| Platz | Team                | Pld | W | L | MF | MA | MD | GF | GA | GD | PF | PA | PD  | Pts | Qualifikation |
| ----- | ------------------- | --- | - | - | -- | -- | -- | -- | -- | -- | -- | -- | --- | --- | ------------- |
| 1     | Vladislav Dobychkin | 2   | 2 | 0 | 0  | 0  | 0  | 4  | 0  | +4 | 84 | 31 | +53 | 2   | VF            |
| 2     | Ismail Jahid        | 2   | 1 | 1 | 0  | 0  | 0  | 2  | 3  | −1 | 71 | 93 | −22 | 1   | Q             |
| 3     | Shadi Alasari       | 2   | 0 | 2 | 0  | 0  | 0  | 1  | 4  | −3 | 63 | 94 | −31 | 0   |               |

| Date     | Time  | player 1            | score | player 2      | Set 1 | Set 2 | Set 3 |
| -------- | ----- | ------------------- | ----- | ------------- | ----- | ----- | ----- |
| 13. Juni | 10:00 | Vladislav Dobychkin | 2–0   | Shadi Alasari | 21–8  | 21–4  |       |
| 13. Juni | 11:30 | Shadi Alasari       | 1–2   | Ismail Jahid  | 21–10 | 13–21 | 17–21 |
| 13. Juni | 12:30 | Vladislav Dobychkin | 2–0   | Ismail Jahid  | 21–11 | 21–8  |       |

### Gruppe 4
| Platz | Team                    | Pld | W | L | MF | MA | MD | GF | GA | GD | PF | PA | PD  | Pts | Qualifikation |
| ----- | ----------------------- | --- | - | - | -- | -- | -- | -- | -- | -- | -- | -- | --- | --- | ------------- |
| 1     | Pedro Taveira           | 1   | 1 | 0 | 0  | 0  | 0  | 2  | 0  | +2 | 42 | 16 | +26 | 1   | VF            |
| 2     | Mohammad Sadiq Barakzai | 2   | 1 | 1 | 0  | 0  | 0  | 2  | 1  | +1 | 80 | 92 | −12 | 1   | Q             |
| 3     | Traoré Souleymane       | 1   | 0 | 1 | 0  | 0  | 0  | 1  | 4  | −3 | 50 | 64 | −14 | 0   |               |

| Date     | Time  | player 1                | score | player 2                | Set 1             | Set 2             | Set 3             |
| -------- | ----- | ----------------------- | ----- | ----------------------- | ----------------- | ----------------- | ----------------- |
| 13. Juni | 10:00 | Pedro Taveira           | 2–0   | Mohammad Sadiq Barakzai | 21–7              | 21–9              |                   |
| 13. Juni | 11:30 | Mohammad Sadiq Barakzai | 2–1   | Traoré Souleymane       | 21–11             | 22–24             | 21–15             |
| 13. Juni | 12:30 | Pedro Taveira           | N/P   | Traoré Souleymane       | nicht ausgetragen | nicht ausgetragen | nicht ausgetragen |

### Gruppe 5
| Platz | Team                        | Pld | W | L | MF | MA | MD | GF | GA | GD | PF  | PA  | PD  | Pts | Qualifikation |
| ----- | --------------------------- | --- | - | - | -- | -- | -- | -- | -- | -- | --- | --- | --- | --- | ------------- |
| 1     | Welton Menezes              | 3   | 3 | 0 | 0  | 0  | 0  | 6  | 0  | +6 | 126 | 48  | +78 | 3   | VF            |
| 2     | Hussam Aldin Rae            | 3   | 2 | 1 | 0  | 0  | 0  | 4  | 2  | +2 | 108 | 77  | +31 | 2   | Q             |
| 3     | Mohammad Ibrahim Jamshidi   | 3   | 1 | 2 | 0  | 0  | 0  | 2  | 4  | −2 | 79  | 101 | −22 | 1   |               |
| 4     | Alfousseini Hasseye Assarki | 3   | 0 | 3 | 0  | 0  | 0  | 0  | 6  | −6 | 39  | 126 | −87 | 0   |               |

| Date     | Time  | player 1                  | score | player 2                    | Set 1 | Set 2 | Set 3 |
| -------- | ----- | ------------------------- | ----- | --------------------------- | ----- | ----- | ----- |
| 13. Juni | 10:00 | Mohammad Ibrahim Jamshidi | 2–0   | Alfousseini Hasseye Assarki | 21–10 | 21–7  |       |
| 13. Juni | 10:30 | Welton Menezes            | 2–0   | Mohammad Ibrahim Jamshidi   | 21–8  | 21–5  |       |
| 13. Juni | 10:30 | Hussam Aldin Rae          | 2–0   | Alfousseini Hasseye Assarki | 21–3  | 21–8  |       |
| 13. Juni | 11:30 | Hussam Aldin Rae          | 2–0   | Mohammad Ibrahim Jamshidi   | 21–16 | 21–8  |       |
| 13. Juni | 11:30 | Welton Menezes            | 2–0   | Alfousseini Hasseye Assarki | 21–7  | 21–4  |       |
| 13. Juni | 15:00 | Welton Menezes            | 2–0   | Hussam Aldin Rae            | 21–9  | 21–15 |       |

### Gruppe 6
| Platz | Team          | Pld | W | L | MF | MA | MD | GF | GA | GD | PF | PA | PD  | Pts | Qualifikation |
| ----- | ------------- | --- | - | - | -- | -- | -- | -- | -- | -- | -- | -- | --- | --- | ------------- |
| 1     | Hleb Shvydkov | 2   | 2 | 0 | 0  | 0  | 0  | 4  | 0  | +4 | 84 | 37 | +47 | 2   | VF            |
| 2     | Elham Akbari  | 2   | 1 | 1 | 0  | 0  | 0  | 2  | 2  | 0  | 61 | 82 | −21 | 1   | Q             |
| 3     | Ali Kaboré    | 2   | 0 | 2 | 0  | 0  | 0  | 0  | 4  | −4 | 60 | 86 | −26 | 0   |               |

| Date     | Time  | player 1      | score | player 2     | Set 1 | Set 2 | Set 3 |
| -------- | ----- | ------------- | ----- | ------------ | ----- | ----- | ----- |
| 13. Juni | 10:30 | Ali Kaboré    | 0–2   | Elham Akbari | 20–22 | 20–22 |       |
| 13. Juni | 12:00 | Hleb Shvydkov | 2–0   | Elham Akbari | 21–8  | 21–9  |       |
| 13. Juni | 13:00 | Hleb Shvydkov | 2–0   | Ali Kaboré   | 21–7  | 21–13 |       |

### Endrunde
|  | Erste Runde | Erste Runde             | Erste Runde | Erste Runde | Erste Runde |  |  | Viertelfinale | Viertelfinale       | Viertelfinale | Viertelfinale | Viertelfinale |  |  | Halbfinale          | Halbfinale | Halbfinale | Halbfinale | Halbfinale |  |  | Finale | Finale | Finale | Finale | Finale |
|  |             |                         |             |             |             |  |  |               |                     |               |               |               |  |  |                     |            |            |            |            |  |  |        |        |        |        |        |
|  |             |                         |             |             |             |  |  |               |                     |               |               |               |  |  |                     |            |            |            |            |  |  |        |        |        |        |        |
|  |             |                         |             |             |             |  |  |               | Sergey Sirant       | 21            | 21            |               |  |  |                     |            |            |            |            |  |  |        |        |        |        |        |
|  |             | Jahid Ismail            | 21          | 21          |             |  |  |               | Jahid Ismail        | 8             | 4             |               |  |  |                     |            |            |            |            |  |  |        |        |        |        |        |
|  |             | Elham Akbari            | 14          | 17          |             |  |  |               |                     |               |               |               |  |  | Sergey Sirant       | 21         | 21         |            |            |  |  |        |        |        |        |        |
|  |             | Welton Menezes          | 21          | 21          |             |  |  |               |                     |               |               |               |  |  | Welton Menezes      | 4          | 10         |            |            |  |  |        |        |        |        |        |
|  |             | Aboul Fatao Tapsoba     | 6           | 15          |             |  |  |               | Welton Menezes      | 21            | 21            |               |  |  |                     |            |            |            |            |  |  |        |        |        |        |        |
|  |             |                         |             |             |             |  |  |               | Pedro Taveira       | 17            | 12            |               |  |  |                     |            |            |            |            |  |  |        |        |        |        |        |
|  |             |                         |             |             |             |  |  |               |                     |               |               |               |  |  | Sergey Sirant       | 21         | 21         |            |            |  |  |        |        |        |        |        |
|  |             |                         |             |             |             |  |  |               |                     |               |               |               |  |  | Artur Pechenkin     | 14         | 13         |            |            |  |  |        |        |        |        |        |
|  |             |                         |             |             |             |  |  |               | Vladislav Dobychkin | 21            | 21            |               |  |  |                     |            |            |            |            |  |  |        |        |        |        |        |
|  |             | Mikhail Makarav         | 23          | 22          |             |  |  |               | Mikhail Makarav     | 17            | 19            |               |  |  |                     |            |            |            |            |  |  |        |        |        |        |        |
|  |             | Hleb Shvydkov           | 21          | 20          |             |  |  |               |                     |               |               |               |  |  | Vladislav Dobychkin | 15         | 7          |            |            |  |  |        |        |        |        |        |
|  |             | Hussam Aldin Rae        | 21          | 21          |             |  |  |               |                     |               |               |               |  |  | Artur Pechenkin     | 21         | 21         |            |            |  |  |        |        |        |        |        |
|  |             | Mohammad Sadiq Barakzai | 8           | 8           |             |  |  |               | Hussam Aldin Rae    | 5             | 6             |               |  |  |                     |            |            |            |            |  |  |        |        |        |        |        |
|  |             |                         |             |             |             |  |  |               | Artur Pechenkin     | 21            | 21            |               |  |  |                     |            |            |            |            |  |  |        |        |        |        |        |
|  |             |                         |             |             |             |  |  |               |                     |               |               |               |  |  |                     |            |            |            |            |  |  |        |        |        |        |        |

## Dameneinzel

### Gruppe 1
| Platz | Team                | Pld | W | L | MF | MA | MD | GF | GA | GD | PF | PA | PD  | Pts | Qualifikation |
| ----- | ------------------- | --- | - | - | -- | -- | -- | -- | -- | -- | -- | -- | --- | --- | ------------- |
| 1     | Evgeniya Kosetskaya | 2   | 2 | 0 | 0  | 0  | 0  | 4  | 0  | +4 | 84 | 19 | +65 | 2   | HF            |
| 2     | Fulla Alnajjar      | 2   | 1 | 1 | 0  | 0  | 0  | 2  | 2  | 0  | 54 | 70 | −16 | 1   | VF            |
| 3     | Rachidatou Bilogo   | 2   | 0 | 2 | 0  | 0  | 0  | 0  | 4  | −4 | 35 | 84 | −49 | 0   |               |

| Date     | Time  | player 1            | score | player 2          | Set 1 | Set 2 | Set 3 |
| -------- | ----- | ------------------- | ----- | ----------------- | ----- | ----- | ----- |
| 13. Juni | 10:30 | Fulla Alnajjar      | 2–0   | Rachidatou Bilogo | 21–14 | 21–14 |       |
| 13. Juni | 12:00 | Evgeniya Kosetskaya | 2–0   | Rachidatou Bilogo | 21–4  | 21–3  |       |
| 13. Juni | 13:00 | Evgeniya Kosetskaya | 2–0   | Fulla Alnajjar    | 21–7  | 21–5  |       |

### Gruppe 2
| Platz | Team               | Pld | W | L | MF | MA | MD | GF | GA | GD | PF | PA | PD  | Pts | Qualifikation |
| ----- | ------------------ | --- | - | - | -- | -- | -- | -- | -- | -- | -- | -- | --- | --- | ------------- |
| 1     | Mariia Golubeva    | 2   | 2 | 0 | 0  | 0  | 0  | 4  | 0  | +4 | 84 | 32 | +52 | 2   | HF            |
| 2     | Julia Viana Vieira | 2   | 1 | 1 | 0  | 0  | 0  | 2  | 2  | 0  | 67 | 68 | −1  | 1   | VF            |
| 3     | Ranim Alhasbani    | 2   | 0 | 2 | 0  | 0  | 0  | 0  | 4  | −4 | 33 | 84 | −51 | 0   |               |

| Date     | Time  | player 1           | score | player 2           | Set 1 | Set 2 | Set 3 |
| -------- | ----- | ------------------ | ----- | ------------------ | ----- | ----- | ----- |
| 13. Juni | 11:00 | Julia Viana Vieira | 2–0   | Ranim Alhasbani    | 21–11 | 21–15 |       |
| 13. Juni | 12:00 | Mariia Golubeva    | 2–0   | Julia Viana Vieira | 21–12 | 21–13 |       |
| 13. Juni | 13:00 | Mariia Golubeva    | 2–0   | Ranim Alhasbani    | 21–2  | 21–5  |       |

### Gruppe 3
| Platz | Team               | Pld | W | L | MF | MA | MD | GF | GA | GD | PF | PA  | PD  | Pts | Qualifikation |
| ----- | ------------------ | --- | - | - | -- | -- | -- | -- | -- | -- | -- | --- | --- | --- | ------------- |
| 1     | Sofiya Yanouskaya  | 2   | 2 | 0 | 0  | 0  | 0  | 4  | 0  | +4 | 84 | 60  | +24 | 2   | VF            |
| 2     | Sayane Regina Lima | 2   | 1 | 1 | 0  | 0  | 0  | 2  | 3  | −1 | 84 | 95  | −11 | 1   | VF            |
| 3     | Galina Lisochkina  | 2   | 0 | 2 | 0  | 0  | 0  | 1  | 4  | −3 | 90 | 103 | −13 | 0   |               |

| Date     | Time  | player 1           | score | player 2           | Set 1 | Set 2 | Set 3 |
| -------- | ----- | ------------------ | ----- | ------------------ | ----- | ----- | ----- |
| 13. Juni | 11:00 | Sofiya Yanouskaya  | 2–0   | Galina Lisochkina  | 21–18 | 21–19 |       |
| 13. Juni | 12:00 | Sayane Regina Lima | 2–1   | Galina Lisochkina  | 18–21 | 22–20 | 21–18 |
| 13. Juni | 13:00 | Sofiya Yanouskaya  | 2–0   | Sayane Regina Lima | 21–13 | 21–10 |       |

### Endrunde
|  | Erste Runde | Erste Runde        | Erste Runde | Erste Runde | Erste Runde |  |  | Zweite Runde | Zweite Runde        | Zweite Runde    | Zweite Runde | Zweite Runde |    |                     | Achtelfinale | Achtelfinale | Achtelfinale | Achtelfinale | Achtelfinale |
|  |             |                    |             |             |             |  |  |              |                     |                 |              |              |    |                     |              |              |              |              |              |
|  |             |                    |             |             |             |  |  |              |                     |                 |              |              |    |                     |              |              |              |              |              |
|  |             |                    |             |             |             |  |  |              | Evgeniya Kosetskaya | 21              | 21           |              |    |                     |              |              |              |              |              |
|  |             | Sayane Regina Lima | 21          | 21          |             |  |  |              | Sayane Regina Lima  | 13              | 3            |              |    |                     |              |              |              |              |              |
|  |             | Julia Viana Vieira | 12          | 12          |             |  |  |              |                     |                 |              |              |    | Evgeniya Kosetskaya | 15           | 21           | 21           |              |              |
|  |             | Fulla Alnajjar     | 7           | 5           |             |  |  |              |                     | Mariia Golubeva | 21           | 8            | 13 |                     |              |              |              |              |              |
|  |             | Sofiya Yanouskaya  | 21          | 21          |             |  |  |              | Sofiya Yanouskaya   | 11              | 10           |              |    |                     |              |              |              |              |              |
|  |             |                    |             |             |             |  |  |              | Mariia Golubeva     | 21              | 21           |              |    |                     |              |              |              |              |              |
|  |             |                    |             |             |             |  |  |              |                     |                 |              |              |    |                     |              |              |              |              |              |

## Herrendoppel

### Gruppe 1
| Platz | Team                                   | Pld | W | L | MF | MA | MD | GF | GA | GD | PF | PA | PD  | Pts | Qualifikation |
| ----- | -------------------------------------- | --- | - | - | -- | -- | -- | -- | -- | -- | -- | -- | --- | --- | ------------- |
| 1     | Artur Pechenkin Gleb Stepakov          | 2   | 2 | 0 | 0  | 0  | 0  | 4  | 0  | +4 | 84 | 27 | +57 | 2   | HF            |
| 2     | Welton Menezes Pedro Taveira           | 2   | 1 | 1 | 0  | 0  | 0  | 2  | 2  | 0  | 59 | 57 | +2  | 1   | VF            |
| 3     | Elham Akbari Mohammad Ibrahim Jamshidi | 2   | 0 | 2 | 0  | 0  | 0  | 0  | 4  | −4 | 25 | 84 | −59 | 0   |               |

| Date     | Time  | player 1                      | score | player 2                               | Set 1 | Set 2 | Set 3 |
| -------- | ----- | ----------------------------- | ----- | -------------------------------------- | ----- | ----- | ----- |
| 13. Juni | 15:30 | Welton Menezes Pedro Taveira  | 2–0   | Elham Akbari Mohammad Ibrahim Jamshidi | 21–4  | 21–11 |       |
| 13. Juni | 16:30 | Artur Pechenkin Gleb Stepakov | 2–0   | Elham Akbari Mohammad Ibrahim Jamshidi | 21–6  | 21–4  |       |
| 13. Juni | 17:30 | Artur Pechenkin Gleb Stepakov | 2–0   | Welton Menezes Pedro Taveira           | 21–9  | 21–8  |       |

### Gruppe 2
| Platz | Team                                        | Pld | W | L | MF | MA | MD | GF | GA | GD | PF  | PA  | PD  | Pts | Qualifikation |
| ----- | ------------------------------------------- | --- | - | - | -- | -- | -- | -- | -- | -- | --- | --- | --- | --- | ------------- |
| 1     | Pavel Monich Sergey Sirant                  | 3   | 3 | 0 | 0  | 0  | 0  | 6  | 0  | +6 | 126 | 27  | +99 | 3   | HF            |
| 2     | Ali Kaboré Aboul Fatao Tapsoba              | 3   | 2 | 1 | 0  | 0  | 0  | 4  | 3  | +1 | 116 | 132 | −16 | 2   | VF            |
| 3     | Mohammad Sadiq Barakzai Irshadullhaq Sadiqi | 3   | 1 | 2 | 0  | 0  | 0  | 3  | 4  | −1 | 100 | 128 | −28 | 1   |               |
| 4     | Traoré Souleymane Boubacar Traoré           | 3   | 0 | 3 | 0  | 0  | 0  | 0  | 6  | −6 | 73  | 128 | −55 | 0   |               |

| Date     | Time  | player 1                                    | score | player 2                                    | Set 1 | Set 2 | Set 3 |
| -------- | ----- | ------------------------------------------- | ----- | ------------------------------------------- | ----- | ----- | ----- |
| 13. Juni | 15:00 | Pavel Monich Sergey Sirant                  | 2–0   | Ali Kaboré Aboul Fatao Tapsoba              | 21–8  | 21–4  |       |
| 13. Juni | 15:00 | Pavel Monich Sergey Sirant                  | 2–0   | Traoré Souleymane Boubacar Traoré           | 21–4  | 21–3  |       |
| 13. Juni | 15:00 | Ali Kaboré Aboul Fatao Tapsoba              | 2–1   | Mohammad Sadiq Barakzai Irshadullhaq Sadiqi | 21–17 | 18–21 | 21–12 |
| 13. Juni | 16:00 | Mohammad Sadiq Barakzai Irshadullhaq Sadiqi | 2–0   | Traoré Souleymane Boubacar Traoré           | 21–11 | 21–15 |       |
| 13. Juni | 17:00 | Pavel Monich Sergey Sirant                  | 2–0   | Mohammad Sadiq Barakzai Irshadullhaq Sadiqi | 21–7  | 21–1  |       |
| 13. Juni | 17:00 | Ali Kaboré Aboul Fatao Tapsoba              | 2–0   | Traoré Souleymane Boubacar Traoré           | 23–21 | 21–19 |       |

### Gruppe 3
| Platz | Team                                       | Pld | W | L | MF | MA | MD | GF | GA | GD | PF  | PA  | PD  | Pts | Qualifikation |
| ----- | ------------------------------------------ | --- | - | - | -- | -- | -- | -- | -- | -- | --- | --- | --- | --- | ------------- |
| 1     | Mikhail Makarav Hleb Shvydkov              | 3   | 3 | 0 | 0  | 0  | 0  | 6  | 0  | +6 | 126 | 27  | +99 | 3   | VF            |
| 2     | Hussam Aldin Rae Shadi Alasari             | 3   | 2 | 1 | 0  | 0  | 0  | 4  | 3  | +1 | 116 | 132 | −16 | 2   | VF            |
| 3     | Ismail Jahid Inamulhaq Sadiqi              | 3   | 1 | 2 | 0  | 0  | 0  | 3  | 4  | −1 | 100 | 128 | −28 | 1   |               |
| 4     | Alfousseini Hasseye Assarki Massiré Savane | 3   | 0 | 3 | 0  | 0  | 0  | 0  | 6  | −6 | 73  | 128 | −55 | 0   |               |

| Date     | Time  | player 1                       | score | player 2                                   | Set 1 | Set 2 | Set 3 |
| -------- | ----- | ------------------------------ | ----- | ------------------------------------------ | ----- | ----- | ----- |
| 13. Juni | 15:00 | Ismail Jahid Inamulhaq Sadiqi  | 2–0   | Alfousseini Hasseye Assarki Massiré Savane | 21–12 | 25–23 |       |
| 13. Juni | 15:00 | Mikhail Makarav Hleb Shvydkov  | 2–0   | Hussam Aldin Rae Shadi Alasari             | 21–4  | 21–11 |       |
| 13. Juni | 16:00 | Mikhail Makarav Hleb Shvydkov  | 2–0   | Alfousseini Hasseye Assarki Massiré Savane | 21–7  | 21–7  |       |
| 13. Juni | 16:00 | Hussam Aldin Rae Shadi Alasari | 2–0   | Ismail Jahid Inamulhaq Sadiqi              | 21–13 | 21–12 |       |
| 13. Juni | 17:00 | Hussam Aldin Rae Shadi Alasari | 2–0   | Alfousseini Hasseye Assarki Massiré Savane | 21–14 | 21–7  |       |
| 13. Juni | 17:00 | Mikhail Makarav Hleb Shvydkov  | 2–0   | Ismail Jahid Inamulhaq Sadiqi              | 21–10 | 21–9  |       |

### Endrunde
|  | Erste Runde | Erste Runde                    | Erste Runde | Erste Runde | Erste Runde |  |  | Zweite Runde | Zweite Runde                   | Zweite Runde               | Zweite Runde | Zweite Runde |  |                               | Achtelfinale | Achtelfinale | Achtelfinale | Achtelfinale | Achtelfinale |
|  |             |                                |             |             |             |  |  |              |                                |                            |              |              |  |                               |              |              |              |              |              |
|  |             |                                |             |             |             |  |  |              |                                |                            |              |              |  |                               |              |              |              |              |              |
|  |             |                                |             |             |             |  |  |              | Artur Pechenkin Gleb Stepakov  | 21                         | 21           |              |  |                               |              |              |              |              |              |
|  |             | Hussam Aldin Rae Shadi Alasari | 21          | 21          |             |  |  |              | Hussam Aldin Rae Shadi Alasari | 6                          | 7            |              |  |                               |              |              |              |              |              |
|  |             | Ali Kaboré Aboul Fatao Tapsoba | 14          | 9           |             |  |  |              |                                |                            |              |              |  | Artur Pechenkin Gleb Stepakov | 21           | 21           |              |              |              |
|  |             | Welton Menezes Pedro Taveira   | 14          | 17          |             |  |  |              |                                | Pavel Monich Sergey Sirant | 15           | 7            |  |                               |              |              |              |              |              |
|  |             | Mikhail Makarav Hleb Shvydkov  | 21          | 21          |             |  |  |              | Mikhail Makarav Hleb Shvydkov  | 13                         | 8            |              |  |                               |              |              |              |              |              |
|  |             |                                |             |             |             |  |  |              | Pavel Monich Sergey Sirant     | 21                         | 21           |              |  |                               |              |              |              |              |              |
|  |             |                                |             |             |             |  |  |              |                                |                            |              |              |  |                               |              |              |              |              |              |

## Damendoppel

### Round Robin
| Platz | Team                                  | Pld | W | L | MF | MA | MD | GF | GA | GD | PF  | PA  | PD   | Pts | Qualifikation |
| ----- | ------------------------------------- | --- | - | - | -- | -- | -- | -- | -- | -- | --- | --- | ---- | --- | ------------- |
| 1     | Alina Davletova Evgeniya Kosetskaya   | 4   | 4 | 0 | 0  | 0  | 0  | 8  | 1  | +7 | 178 | 70  | +108 | 4   | Gold          |
| 2     | Daria Kharlampovich Galina Lisochkina | 4   | 3 | 1 | 0  | 0  | 0  | 7  | 2  | +5 | 160 | 111 | +49  | 3   | Silber        |
| 3     | Sayane Regina Lima Julia Viana Vieira | 4   | 2 | 2 | 0  | 0  | 0  | 4  | 5  | −1 | 142 | 163 | −21  | 2   | Bronze        |
| 4     | Maryna Yanbayeva Sofiya Yanouskaya    | 4   | 1 | 3 | 0  | 0  | 0  | 3  | 6  | −3 | 140 | 175 | −35  | 1   | Bronze        |
| 5     | Ranim Alhasbani Fulla Alnajjar        | 4   | 0 | 4 | 0  | 0  | 0  | 0  | 8  | −8 | 67  | 168 | −101 | 0   |               |

| Date     | Time  | player 1                              | score | player 2                              | Set 1 | Set 2 | Set 3 |
| -------- | ----- | ------------------------------------- | ----- | ------------------------------------- | ----- | ----- | ----- |
| 13. Juni | 15:30 | Sayane Regina Lima Julia Viana Vieira | 2–1   | Maryna Yanbayeva Sofiya Yanouskaya    | 21–14 | 23–25 | 22–20 |
| 13. Juni | 15:30 | Daria Kharlampovich Galina Lisochkina | 2–0   | Ranim Alhasbani Fulla Alnajjar        | 21–5  | 21–2  |       |
| 13. Juni | 16:30 | Daria Kharlampovich Galina Lisochkina | 2–0   | Maryna Yanbayeva Sofiya Yanouskaya    | 21–16 | 21–15 |       |
| 13. Juni | 16:30 | Alina Davletova Evgeniya Kosetskaya   | 2–0   | Ranim Alhasbani Fulla Alnajjar        | 21–7  | 21–8  |       |
| 13. Juni | 17:30 | Alina Davletova Evgeniya Kosetskaya   | 2–0   | Maryna Yanbayeva Sofiya Yanouskaya    | 21–5  | 21–3  |       |
| 13. Juni | 17:30 | Daria Kharlampovich Galina Lisochkina | 2–0   | Sayane Regina Lima Julia Viana Vieira | 21–9  | 21–12 |       |
| 15. Juni | 11:30 | Sayane Regina Lima Julia Viana Vieira | 2–0   | Ranim Alhasbani Fulla Alnajjar        | 21–11 | 21–9  |       |
| 15. Juni | 17:00 | Alina Davletova Evgeniya Kosetskaya   | 2–0   | Sayane Regina Lima Julia Viana Vieira | 21–8  | 21–5  |       |
| 15. Juni | 17:10 | Maryna Yanbayeva Sofiya Yanouskaya    | 2–0   | Ranim Alhasbani Fulla Alnajjar        | 21–13 | 21–12 |       |
| 16. Juni | 12:00 | Alina Davletova Evgeniya Kosetskaya   | 2–1   | Daria Kharlampovich Galina Lisochkina | 21–8  | 10–21 | 21–5  |

## Mixed

### Gruppe 1
| Platz | Team                                  | Pld | W | L | MF | MA | MD | GF | GA | GD | PF | PA | PD  | Pts | Qualifikation |
| ----- | ------------------------------------- | --- | - | - | -- | -- | -- | -- | -- | -- | -- | -- | --- | --- | ------------- |
| 1     | Gleb Stepakov Alina Davletova         | 2   | 2 | 0 | 0  | 0  | 0  | 4  | 0  | +4 | 84 | 18 | +66 | 2   | HF            |
| 2     | Hussam Aldin Rae Ranim Alhasbani      | 2   | 1 | 1 | 0  | 0  | 0  | 2  | 2  | 0  | 51 | 63 | −12 | 1   | VF            |
| 3     | Aboul Fatao Tapsoba Rachidatou Bilogo | 2   | 0 | 2 | 0  | 0  | 0  | 0  | 4  | −4 | 30 | 84 | −54 | 0   |               |

| Date     | Time  | player 1                         | score | player 2                              | Set 1 | Set 2 | Set 3 |
| -------- | ----- | -------------------------------- | ----- | ------------------------------------- | ----- | ----- | ----- |
| 14. Juni | 10:00 | Hussam Aldin Rae Ranim Alhasbani | 2–0   | Aboul Fatao Tapsoba Rachidatou Bilogo | 21–8  | 21–13 |       |
| 14. Juni | 11:00 | Gleb Stepakov Alina Davletova    | 2–0   | Aboul Fatao Tapsoba Rachidatou Bilogo | 21–3  | 21–6  |       |
| 14. Juni | 12:00 | Gleb Stepakov Alina Davletova    | 2–0   | Hussam Aldin Rae Ranim Alhasbani      | 21–4  | 21–5  |       |

### Gruppe 2
| Platz | Team                              | Pld | W | L | MF | MA | MD | GF | GA | GD | PF | PA | PD  | Pts | Qualifikation |
| ----- | --------------------------------- | --- | - | - | -- | -- | -- | -- | -- | -- | -- | -- | --- | --- | ------------- |
| 1     | Pavel Monich Daria Kharlampovich  | 2   | 2 | 0 | 0  | 0  | 0  | 4  | 0  | +4 | 84 | 33 | +51 | 2   | HF            |
| 2     | Welton Menezes Sayane Regina Lima | 2   | 1 | 1 | 0  | 0  | 0  | 2  | 2  | 0  | 65 | 68 | −3  | 1   | VF            |
| 3     | Shadi Alasari Fulla Alnajjar      | 2   | 0 | 2 | 0  | 0  | 0  | 0  | 4  | −4 | 36 | 84 | −48 | 0   |               |

| Date     | Time  | player 1                          | score | player 2                          | Set 1 | Set 2 | Set 3 |
| -------- | ----- | --------------------------------- | ----- | --------------------------------- | ----- | ----- | ----- |
| 14. Juni | 10:20 | Welton Menezes Sayane Regina Lima | 2–0   | Shadi Alasari Fulla Alnajjar      | 21–14 | 21–12 |       |
| 14. Juni | 11:20 | Pavel Monich Daria Kharlampovich  | 2–0   | Shadi Alasari Fulla Alnajjar      | 21–4  | 21–6  |       |
| 14. Juni | 12:20 | Pavel Monich Daria Kharlampovich  | 2–0   | Welton Menezes Sayane Regina Lima | 21–12 | 21–11 |       |

### Gruppe 3
| Platz | Team                                | Pld | W | L | MF | MA | MD | GF | GA | GD | PF | PA | PD  | Pts | Qualifikation |
| ----- | ----------------------------------- | --- | - | - | -- | -- | -- | -- | -- | -- | -- | -- | --- | --- | ------------- |
| 1     | Vladislav Dobychkin Mariia Golubeva | 2   | 2 | 0 | 0  | 0  | 0  | 4  | 0  | +4 | 84 | 46 | +38 | 2   | VF            |
| 2     | Mikhail Makarav Sofiya Yanouskaya   | 2   | 1 | 1 | 0  | 0  | 0  | 2  | 2  | 0  | 70 | 74 | −4  | 1   | VF            |
| 3     | Pedro Taveira Julia Viana Vieira    | 2   | 0 | 2 | 0  | 0  | 0  | 0  | 4  | −4 | 50 | 84 | −34 | 0   |               |

| Date     | Time  | player 1                            | score | player 2                          | Set 1 | Set 2 | Set 3 |
| -------- | ----- | ----------------------------------- | ----- | --------------------------------- | ----- | ----- | ----- |
| 14. Juni | 10:40 | Vladislav Dobychkin Mariia Golubeva | 2–0   | Pedro Taveira Julia Viana Vieira  | 21–10 | 21–8  |       |
| 14. Juni | 11:40 | Mikhail Makarav Sofiya Yanouskaya   | 2–0   | Pedro Taveira Julia Viana Vieira  | 21–13 | 21–19 |       |
| 14. Juni | 12:40 | Vladislav Dobychkin Mariia Golubeva | 2–0   | Mikhail Makarav Sofiya Yanouskaya | 21–10 | 21–18 |       |

### Endrunde
|  | Erste Runde | Erste Runde                         | Erste Runde | Erste Runde | Erste Runde |  |  | Zweite Runde | Zweite Runde                        | Zweite Runde                        | Zweite Runde | Zweite Runde |  |                               | Achtelfinale | Achtelfinale | Achtelfinale | Achtelfinale | Achtelfinale |
|  |             |                                     |             |             |             |  |  |              |                                     |                                     |              |              |  |                               |              |              |              |              |              |
|  |             |                                     |             |             |             |  |  |              |                                     |                                     |              |              |  |                               |              |              |              |              |              |
|  |             |                                     |             |             |             |  |  |              | Gleb Stepakov Alina Davletova       | 21                                  | 21           |              |  |                               |              |              |              |              |              |
|  |             | Mikhail Makarav Sofiya Yanouskaya   | 21          | 19          | 21          |  |  |              | Mikhail Makarav Sofiya Yanouskaya   | 8                                   | 9            |              |  |                               |              |              |              |              |              |
|  |             | Welton Menezes Sayane Regina Lima   | 9           | 21          | 17          |  |  |              |                                     |                                     |              |              |  | Gleb Stepakov Alina Davletova | 21           | 21           |              |              |              |
|  |             | Hussam Aldin Rae Ranim Alhasbani    | 2           | 3           |             |  |  |              |                                     | Vladislav Dobychkin Mariia Golubeva | 13           | 18           |  |                               |              |              |              |              |              |
|  |             | Vladislav Dobychkin Mariia Golubeva | 21          | 21          |             |  |  |              | Vladislav Dobychkin Mariia Golubeva | 19                                  | 21           | 21           |  |                               |              |              |              |              |              |
|  |             |                                     |             |             |             |  |  |              | Pavel Monich Daria Kharlampovich    | 21                                  | 16           | 18           |  |                               |              |              |              |              |              |
|  |             |                                     |             |             |             |  |  |              |                                     |                                     |              |              |  |                               |              |              |              |              |              |